# Сельское поселение «Село Ворсино»
Сельское поселение село Ворсино — муниципальное образование в Боровском районе Калужской области.
Административный центр — село Ворсино.

## География
Поселение расположено на севере Боровского района. По его территории проходят железнодорожная магистраль Москва-Брянск и автомагистраль Москва-Киев.

## Население
| 2010  | 2012  | 2013  | 2014  | 2015  | 2016  | 2017  |
| ----- | ----- | ----- | ----- | ----- | ----- | ----- |
| 2718  | ↗2756 | ↘2755 | ↘2748 | ↗2817 | ↗2949 | ↗3150 |
| 2018  | 2019  | 2020  | 2021  |       |       |       |
| ↗3279 | ↗3442 | ↘3430 | ↗3967 |       |       |       |

## Населённые пункты
В состав сельского поселения входят 19 населённых пунктов:
| №  | Населённый пункт                              | Тип населённого пункта       | Население |
| -- | --------------------------------------------- | ---------------------------- | --------- |
| 1  | Ворсино                                       | село, административный центр | ↗1684     |
| 2  | Аристово                                      | деревня                      | ↗46       |
| 3  | Ворсино                                       | станция                      | ↗237      |
| 4  | Денисово                                      | деревня                      | ↗34       |
| 5  | Добрино                                       | деревня                      | ↗70       |
| 6  | Ивакино                                       | деревня                      | ↘9        |
| 7  | Иклинское                                     | деревня                      | ↗14       |
| 8  | Киселево                                      | деревня                      | ↗21       |
| 9  | Климкино                                      | деревня                      | ↗22       |
| 10 | Коряково                                      | деревня                      | ↗434      |
| 11 | Кочетовка                                     | деревня                      | ↘5        |
| 12 | Курьяново                                     | деревня                      | ↗14       |
| 13 | Никитинское                                   | деревня                      | →0        |
| 14 | Павлово                                       | деревня                      | ↗5        |
| 15 | Пекино                                        | деревня                      | →9        |
| 16 | Подсобного хозяйства дома отдыха «Балабаново» | деревня                      | ↘79       |
| 17 | Рогачево                                      | деревня                      | ↘11       |
| 18 | Старомихайловское                             | деревня                      | ↗12       |
| 19 | Шилово                                        | деревня                      | ↘12       |

## Экономика
На территории поселения с 2006 года ведётся строительство индустриального парка. Первыми застройщикоми парка стали компании «Нестле Пурина ПетКер» и «Самсунг Электроникс».

## Социальная сфера
В селе Ворсино функционирует средняя общеобразовательная школа.